# فهد بن خالد بن سلطان آل سعود
فهد بن خالد بن سلطان آل سعود، مواليد الطائف؛ 6 يونيو 1986م. المشرف العام على مهرجان الأمير سلطان بن عبدالعزيز العالمي للجواد العربي، ونائب الناشر لدار الحياة، وعضو شرف نادي الشباب. ولد في 6 يونيو والده الأمير خالد بن سلطان آل سعود. متزوج من الأميرة مها بنت تركي بن بندر بن عبد العزيز ال سعود، يناير 2013م.